# Wilson Humphries
William Wilson Humphries (1. juli 1928 - 22. oktober 1992) var en skotsk fodboldspiller (angriber) og -træner. Han spillede én kamp for Skotlands landshold, en venskabskamp mod Sverige 30. maj 1952.
På klubplan tilbragte Humphries hele sin karriere i hjemlandet, hvor han blandt andet spillede ti år hos Motherwell F.C. i sin fødeby. Han var med til at vinde den skotske FA Cup med klubben i 1952.

## Titler
Skotsk FA Cup
- 1952 med Motherwell